# Merz Kley Partner
merz kley partner (Eigenschreibweise) ist ein österreichisches Ingenieurbüro, das 2007 von Konrad Merz, Gordian Kley und weiteren Partner in Dornbirn gegründet wurde.

## Geschichte
1994 gründeten Konrad Merz und Anton Kaufmann das Ingenieurbüro merz + kaufmann, 2000 folgte die Umfirmierung in merz kaufmann partner und 2007 in merz kley partner. Das Ingenieurbüro ist in Dornbirn, Altenrhein, Heilbronn, Karlsruhe und in Nürnberg vertreten.

## Partner
Konrad Merz (* 1958) diplomierte 1984 in Bauingenieurwesen und 1995 in Wirtschaftsingenieurswesen. Zwischen 1984 und 1986 arbeitete er bei einem Brettschichtholzhersteller. Merz lehrte bei Julius Natterer an der EPF Lausanne (1986–1990). Zwischen 1990 und 1993 arbeitete er als leitender Hochbauingenieur bei MacMillan Bloedel Research in Vancouver.
Anton Kaufmann
Gordian Kley (* 1966) machte eine Zimmererlehre und studierte anschließend Bauingenieurwesen in Karlsruhe. Ab 1995 arbeitete er bei merz + kaufmann und war ab 1999 Partner bei merz kaufmann partner. Seit 1998 ist er Zivilingenieur. Kley ist Mitglied im Bund Deutscher Baumeister, Architekten und Ingenieure und im Förderverein Bundesstiftung Baukultur.

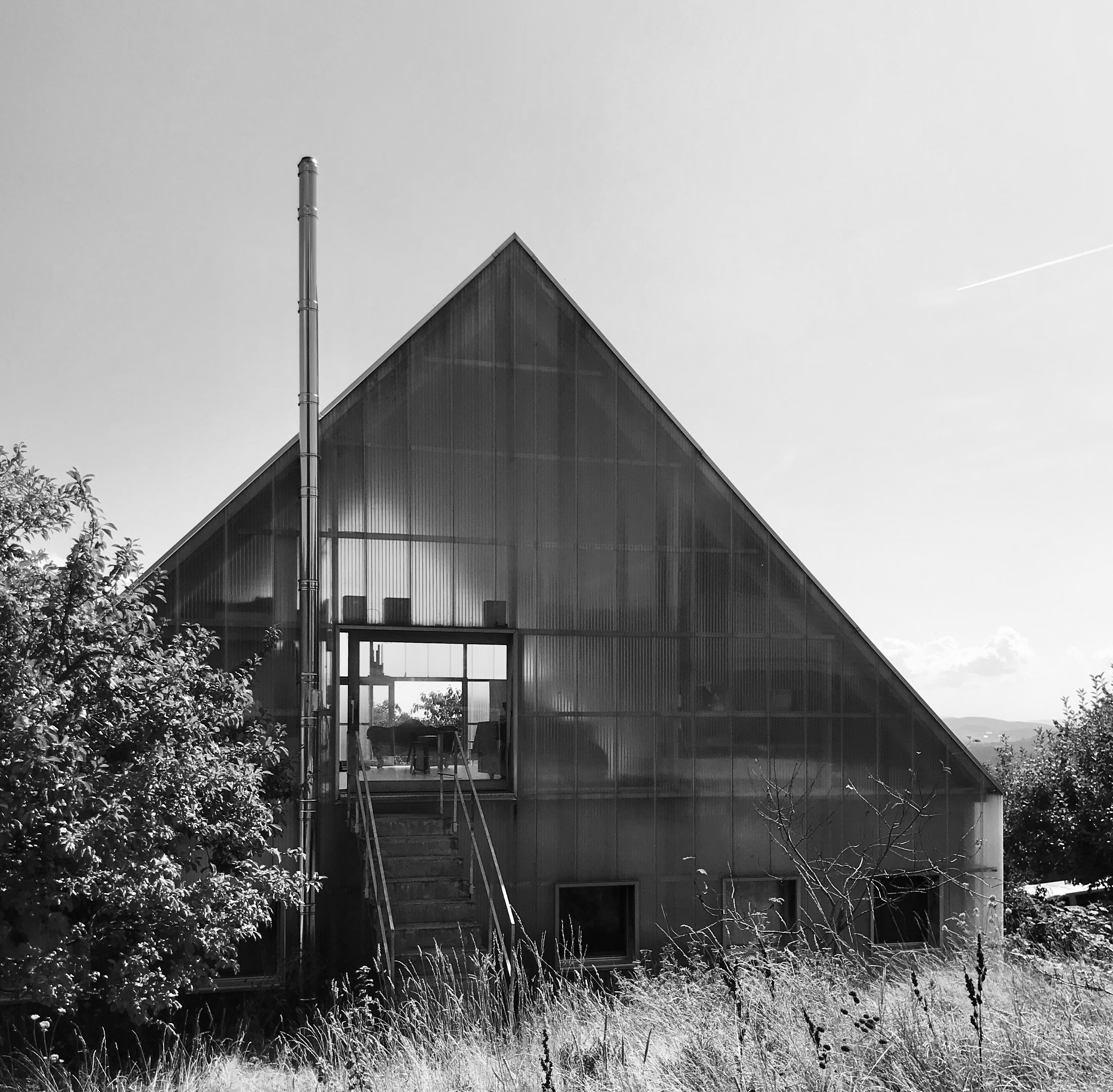
Haus und Atelier Lang Kröll, Gleißenberg

## Bauwerke (Auswahl)

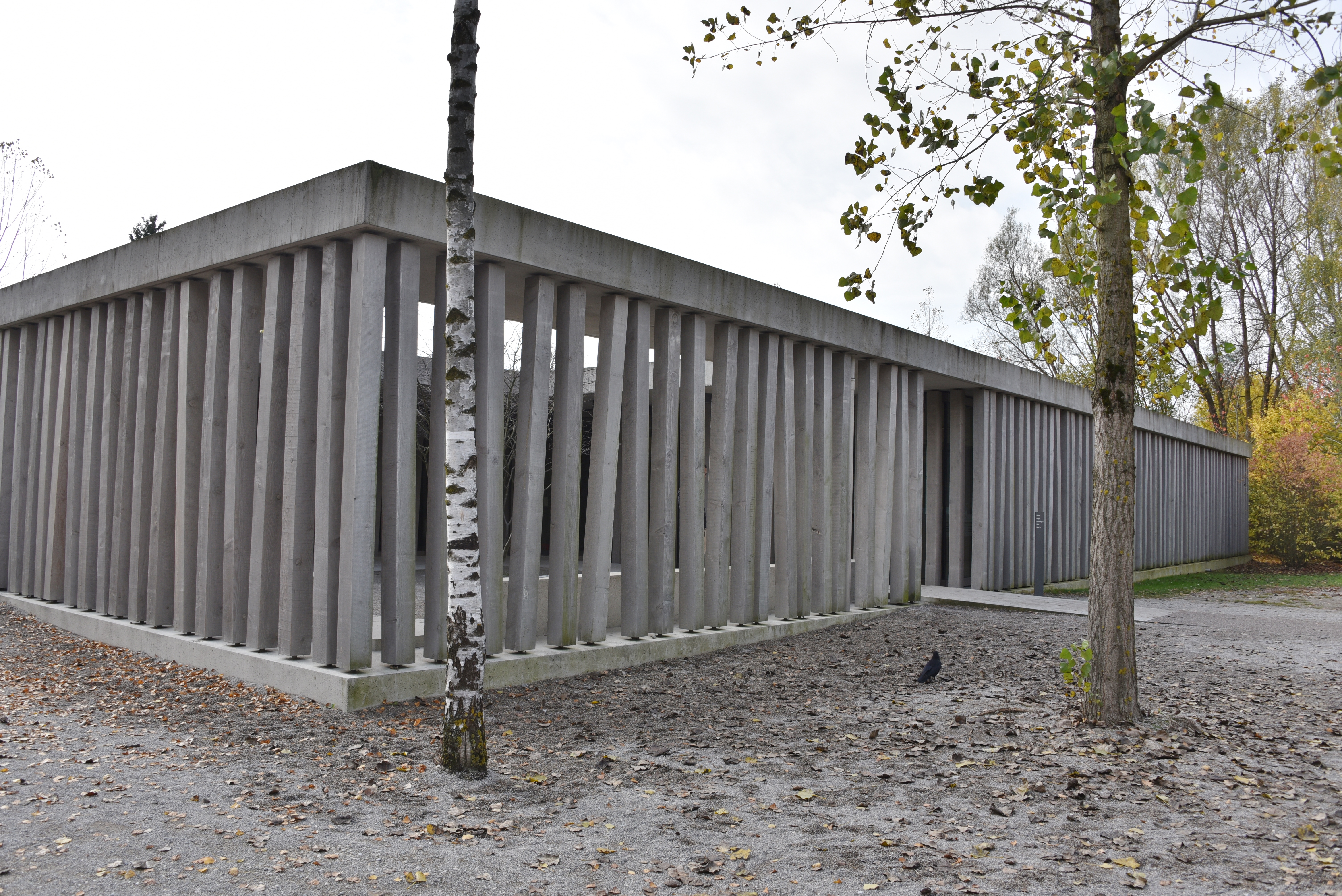
Besucherzentrum der KZ-Gedenkstätte Dachau

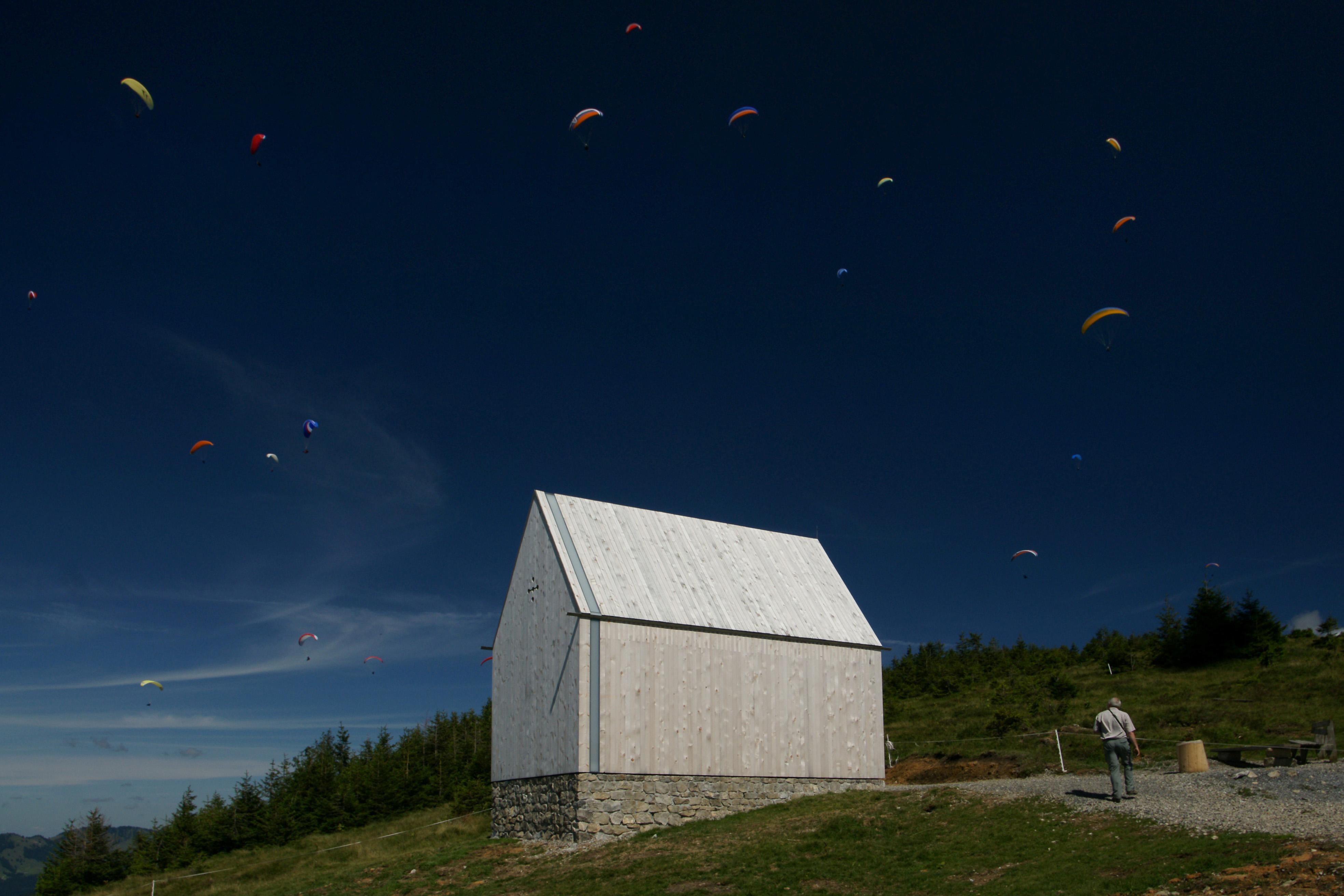
Kapelle Alpe Niedere, Andelsbuch

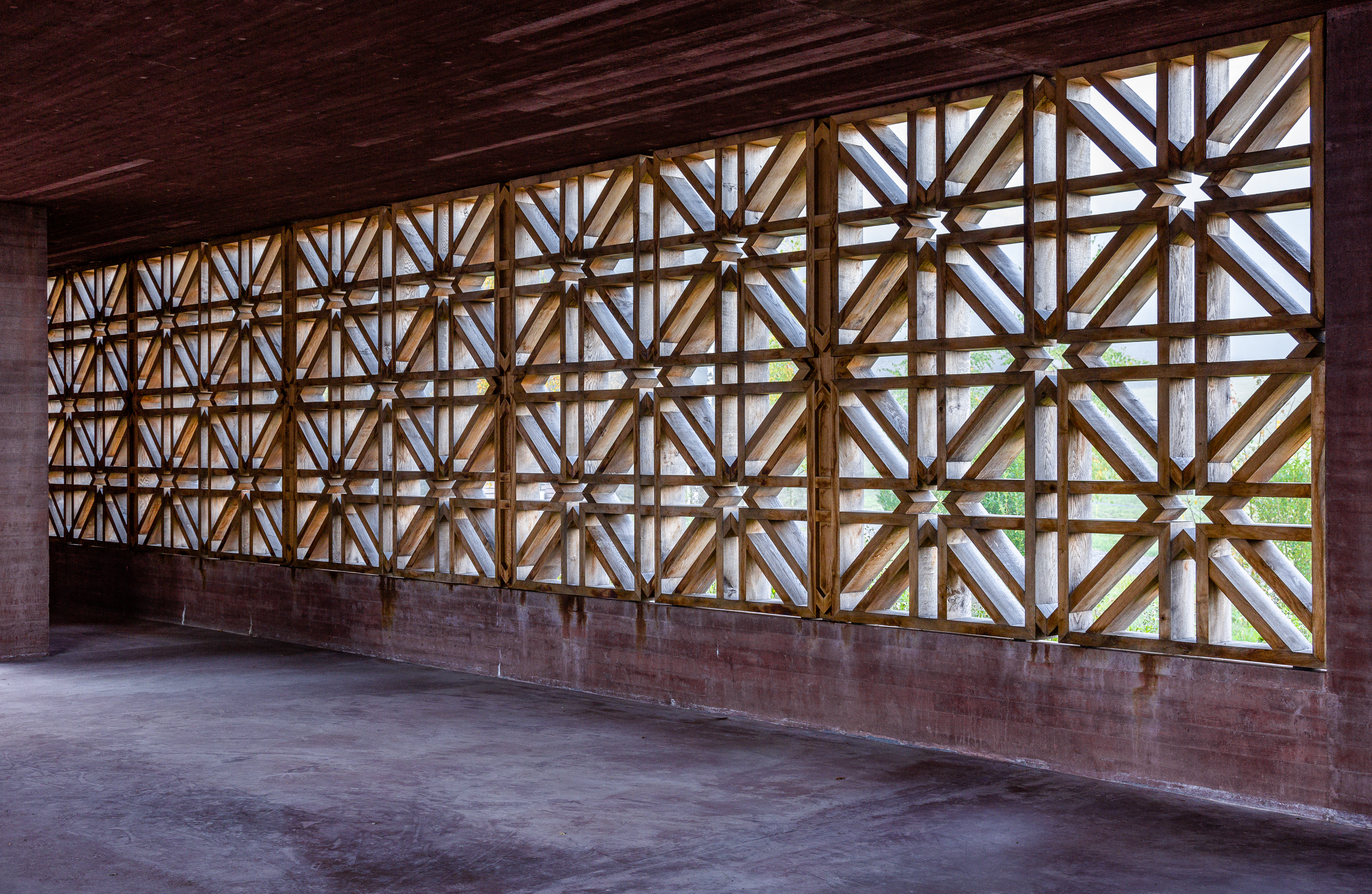
Islamischer Friedhof Altach

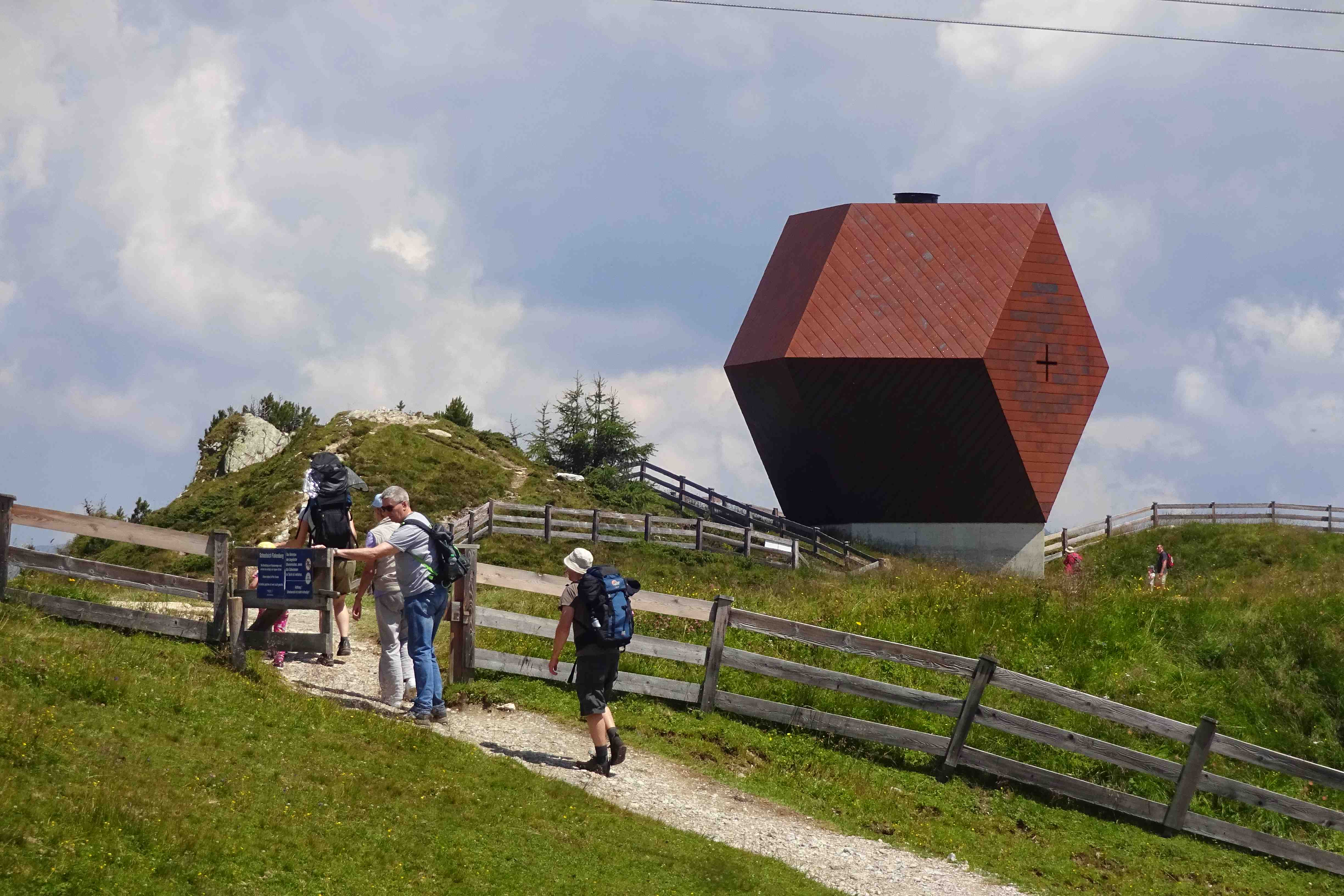
Granatkapelle Penkenjoch, Finkenberg

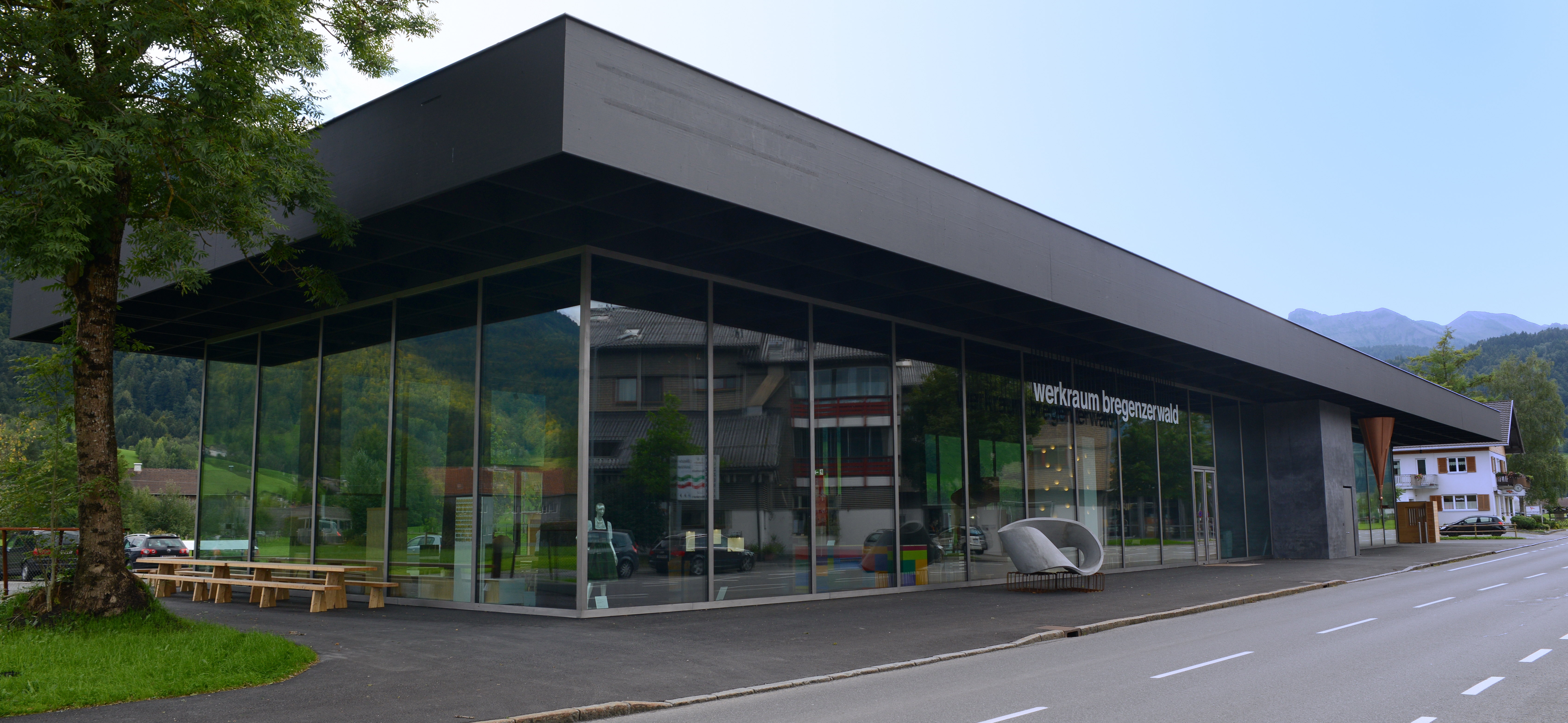
Werkraum Bregenzerwald, Andelsbuch

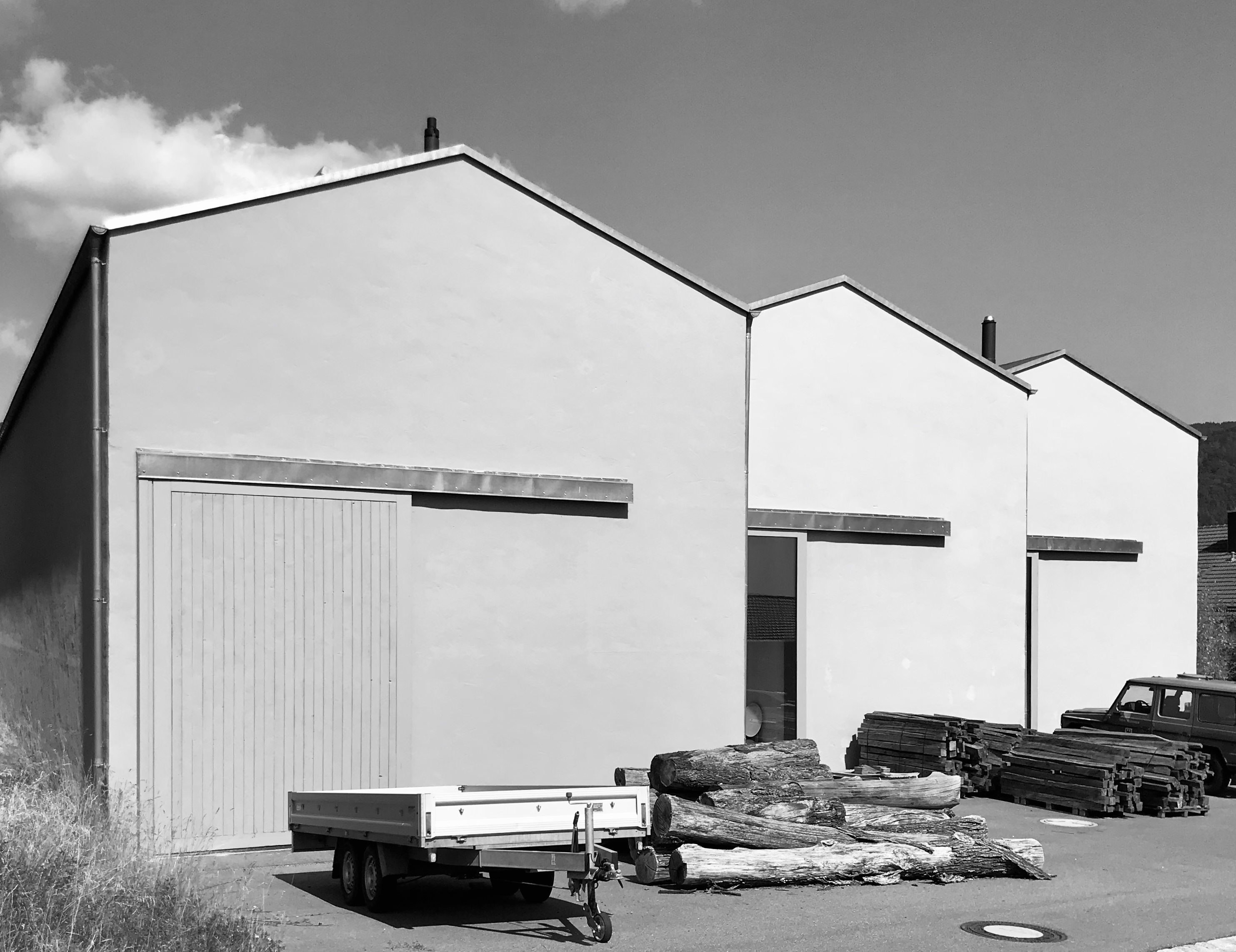
Atelier Peter Lang, Gleißenberg

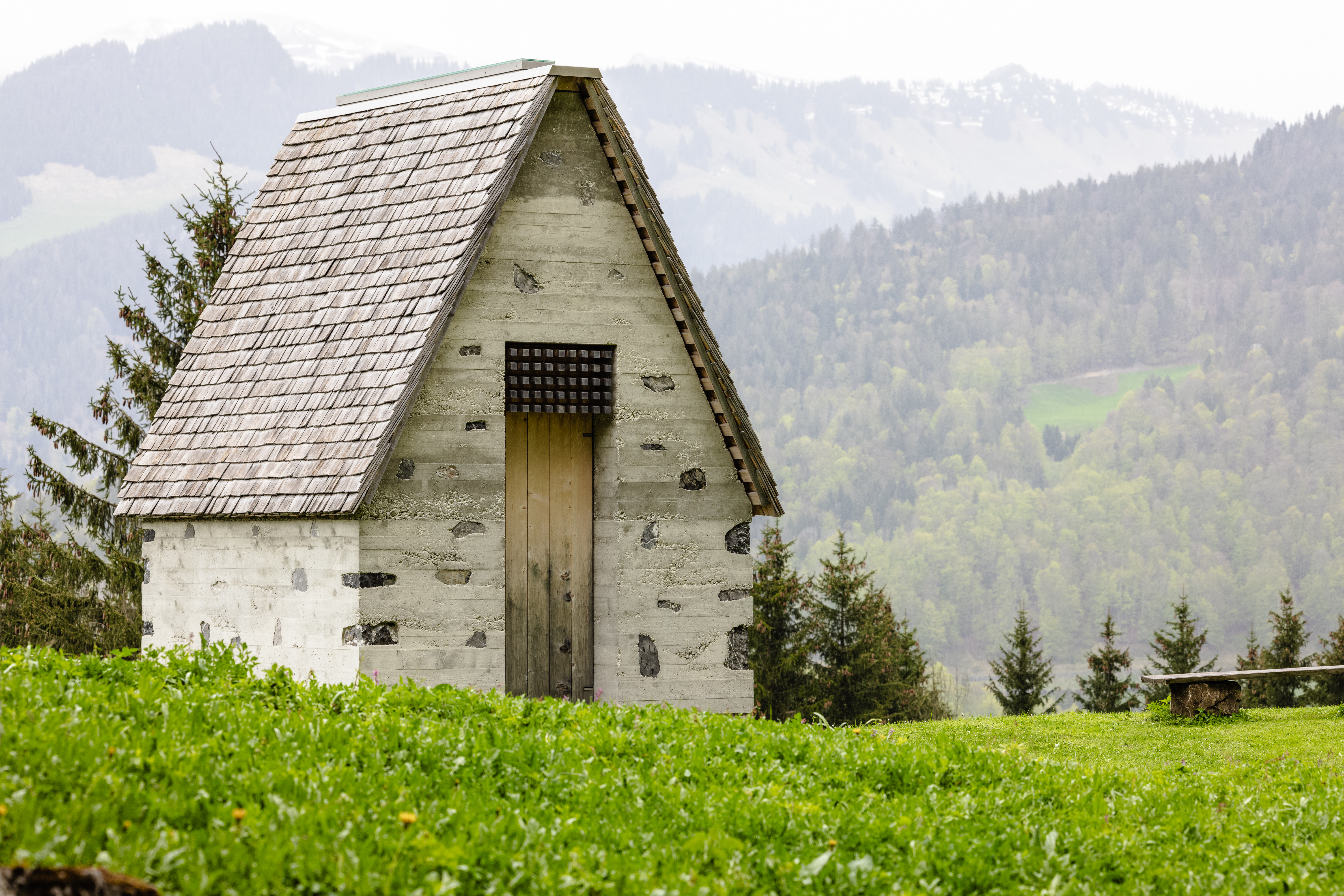
Bergkapelle Wirmboden, Schnepfau

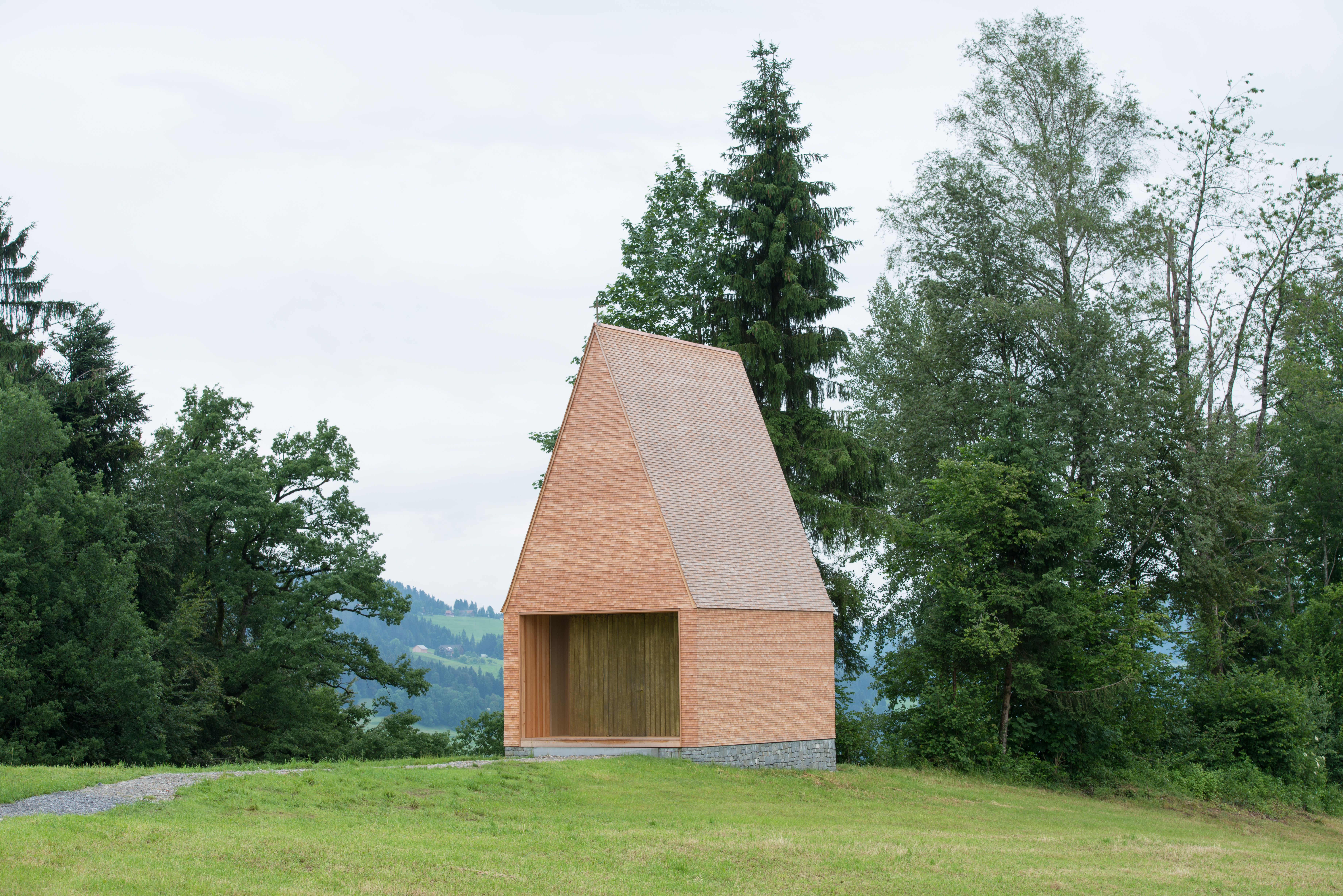
Lourdeskapelle Salgenreute, Krumbach

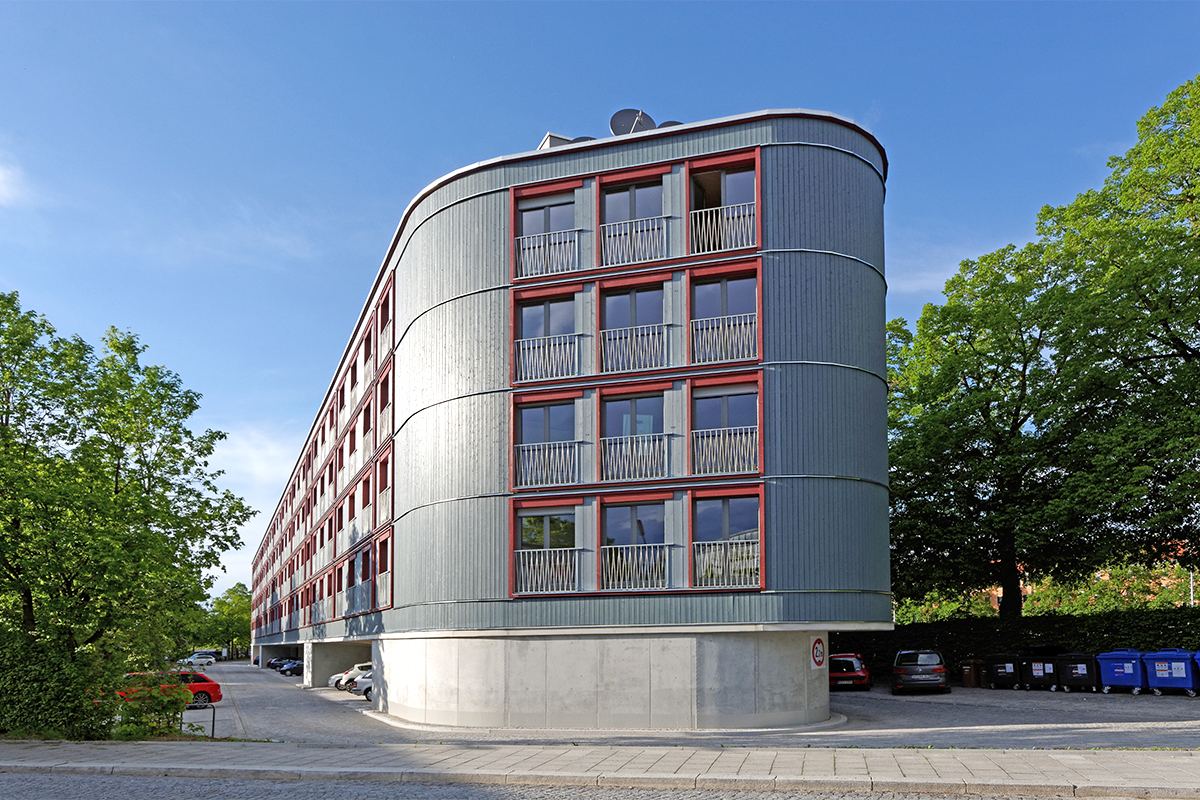
Wohnbebauung am Dantebad, München

- 1999: Distributionszentrum, Bobingen (Architekt: Florian Nagler)
- 2000–2001: Haus und Atelier Lang Kröll, Gleißenberg (Architekt: Florian Nagler)
- 2002–2005: Besucherzentrum der KZ-Gedenkstätte Dachau (Architekt: Florian Nagler, Landschaftsarchitekt: Peter Latz)
- 2008: Kapelle Alpe Niedere, Andelsbuch (Architekt: Cukrowicz Nachbaur)[1]
- 2007–2012: Islamischer Friedhof Altach (Architekt: Bernardo Bader)[2]
- 2011–2013: Granatkapelle Penkenjoch, Finkenberg (Architekt: Mario Botta)[3]
- 2013: Werkraum Bregenzerwald, Andelsbuch (Architekt: Peter Zumthor)[4]
- 2014: Atelier Peter Lang, Gleißenberg (Architekt: Florian Nagler)[5]
- 2012–2015: Schmuttertal-Gymnasium Diedorf (Hermann Kaufmann + Partner und Florian Nagler)
- 2013–2015: Europäische Schule, Frankfurt am Main (Architekt: NKBAK)[6][7]
- 2013–2016: Bergkapelle Wirmboden, Schnepfau (Architekt: Innauer Matt)
- 2015–2016: Lourdeskapelle Salgenreute, Krumbach (Architekt: Bernardo Bader)[8][9]
- 2015–2017: Integrierte Gesamtschule Kalbach-Riedberg, Frankfurt am Main (Architekt: NKBAK)[10]
- 2016–2017: Warte Haus am Bismarckplatz, Landshut (Architekt: Max Otto Zitzelsberger)[11]
- 2016–2018: Villa Hammer, Basel (Architekt: Herzog & de Meuron und Sauter von Moos)
- 2017–2019: Integrierte Sekundarschule Mahlsdorf, Frankfurt am Main (Architekt: NKBAK)[12][13]
- 2017–2019: Landwirtschaftliches Zentrum St. Gallen, Salez (Architekt: Andy Senn)
- 2015–2020: Erkläranlage, Berngau (Architekt: Max Otto Zitzelsberger)[14]
- 2020–2021: Erweiterung Haus, Mustersiedlung Ramersdorf (Architekt: Ludwig Zitzelsberger)
- 2017–2022: Kunstraum, Kunsthochschule Kassel (Architekt: Innauer Matt)[15]
- 2021: Bürogebäude Kaufmann Bausysteme, Reuthe (Architekt: Johannes Kaufmann und Partner, NKBAK und sps architekten)
- 2022: Sport- und Freizeitanlage Rietwis, Wattwil (Architekt: Cukrowicz Nachbaur)[16]
- 2022: Dante II, München (Architekt: Florian Nagler)
- 2020–2023: Atelier, Bobingen (Architekt: Ludwig Zitzelsberger)
- seit 2021: Lernhaus, Neusath-Perschen (Architekt: Max Otto Zitzelsberger)[17]
- seit 2023: Parkhaus, Kolbermoor (Architekt: Westner Schührer Zöhrer)

undatiert:
- Campus der TU München im Olympiapark, München (Architekt: Dietrich Untertrifaller)[18][19]
- Bürogebäude Deutscher Bundestag, Berlin (Architekt: Sauerbruch Hutton)
- Primarschule Feld, Azmoos (Architekt: Felgendreher Olfs Köchling)
- Parkhaus, Bad Aibling (Architekt: Hermann Kaufmann + Partner)
- Universal Design Quartier Woodie, Hamburg (Architekt: Sauerbruch Hutton)[20]
- Forschungshäuser Einfach Bauen, Bad Aibling (Architekt: Florian Nagler)
- Illwerke Zentrum Montafon, Vandans (Architekt: Hermann Kaufmann + Partner)
- Strandbad, Lochau (Architekt: Innauer Matt)[21]
- Talstation Nebelhornbahn, Oberstdorf (Architekt: Hermann Kaufmann + Partner)[22]
- Maschinenhalle, Irschenhausen (Architekt: Florian Nagler)
- Werkhof, Bülach (Architekt: Felgendreher Olfs Köchling)
- Einfamilienhaus R, Albstadt (Architekt: Dietrich Untertrifaller)
- Lincoln Schule, Darmstadt (Architekt: Waechter + Waechter)
- Ausbildungszentrum der GIZ, Bonn (Architekt: Waechter + Waechter)[23]
- Jod- und Schwefelbad, Bad Wiessee (Architekt: Matteo Thun und hirner & riehl architekten)
- Werkstatt Heinrich-Haus, Neuwied-Engers (Architekt: Waechter + Waechter)
- Inklusives Wohnen Kurze Straße, Sundern (Architekt: Waechter + Waechter)
- Tauberphilharmonie, Weikersheim (Architekt: HENN)
- Kindergarten Engelbach, Lustenau (Architekt: Innauer Matt)
- Sporthalle West, Trier (Architekt: Mahler Günster Fuchs)
- Einfamilienhaus, Sulzberg (Architekt: Dietrich Untertrifaller)
- Forschungsstation der TU München, Berchtesgaden (Architekt: Hermann Kaufmann + Partner)
- Sporthalle, Meckenbeuren (Architekt: Cukrowicz Nachbaur)
- Legero United Campus, Feldkirchen bei Graz (Architekt: Dietrich Untertrifaller)
- Badehaus Seehotel Ambach, Kaltern (Architekt: Walter Angonese)
- Assessment- und Förderzentrum, Neuwied (Architekt: Waechter + Waechter)
- Tower, Würzburg (Architekt: Florian Nagler)
- Wibeba Verwaltung, Wieselburg (Architekt: Dietrich Untertrifaller)
- Ellenbogen Haus mitnand, Bezau (Architekt: Hermann Kaufmann + Partner)
- Dienstleistungszentrum, Lenting (Architekt: Florian Nagler)
- Altstoffsammelzentrum Hofsteig, Lauterach (Architekt: Hermann Kaufmann + Partner und Christian Lenz)
- Freilichtmuseum Glentleiten, Großweil (Architekt: Florian Nagler)
- Kindergarten am Entenbach, Lauterach (Architekt: Bernardo Bader)
- Volksschule Unterdorf, Höchst (Architekt: Dietrich Untertrifaller)
- Strubobuob Gartenwerkstatt, Bezau (Architekt: Innauer Matt)
- Montessori-Schule, Gilching (Architekt: Schürmann Dettinger)
- Hofstelle Karpfsee, Bad Heilbrunn (Architekt: Florian Nagler)
- Der Wolf, Lech (Architekt: Bernardo Bader)
- Wohnanlage, Garmisch-Partenkirchen (Architekt: Beer Bembé Dellinger)
- OMICRON Campus, Klaus (Architekt: Dietrich Untertrifaller)
- Forschungsgebäude, Rapperswil (Architekt: Andy Senn)
- Dorfhaus, Steinberg am Rofan (Architekt: Bernardo Bader)
- Jugendzentrum, Königsbrunn (Architekt: Beer Bembé Dellinger)
- Gebrüder Weiss Headquarters, Lauterach (Architekt: Cukrowicz Nachbaur)
- Wohnbebauung Suurstoffi, Rotkreuz (Architekt: Müller Sigrist)
- Betriebsgebäude Freibad, Neuhausen am Rhein (Architekt: Cukrowicz Nachbaur)
- BUS:STOP, Krumbach (Architekt: Hugo Dworzak und Alexander Brodsky)
- BUS:STOP, Krumbach (Architekt: Hermann Kaufmann + Partner und Amateur Architecture Studio)
- Einfamilienhaus, Bregenz (Architekt: Dietrich Untertrifaller)
- Kindergarten Klausmühle, Lochau (Architekt: Marte.Marte)
- Feuerwehrhaus, Götzis (Architekt: Cukrowicz Nachbaur)
- Kita Praunheimer Spatzen, Frankfurt am Main (Architekt: Mahler Günster Fuchs)
- Kindertagesstätte Schwanheim, Frankfurt am Main (Architekt: Mahler Günster Fuchs)
- Feuerwehrhaus, Sulzberg (Architekt: Dietrich Untertrifaller)
- Gemeinschaftshaus, Selb-Plößberg (Architekt: Anne Beer)
- Kultur + Kongress Forum, Altötting (Architekt: Florian Nagler)[24]
- Umbau und Erweiterung Christuskirche, Neugablonz (Architekt: Florian Nagler)
- LCT One, Dornbirn (Architekt: Hermann Kaufmann + Partner)
- Mittelschule am Seeweiher, Weißenburg (Architekt: SPREEN Architekten)
- Landwirtschaftsschule, Altmünster (Architekt: Fink Thurnher)
- Wohnanlage GWG, Sendling (Architekt: Hermann Kaufmann + Partner und Lichtblau Architekten)
- Tannerhof, Bayrischzell (Architekt: Florian Nagler)
- Raiffeisenbank, Egg (Architekt: Hermann Kaufmann + Partner)
- Wohnanlage Neue Heimat, Jenbach (Architekt: Hermann Kaufmann + Partner)
- Hotel Bellevue, St. Gervais (Architekt: Hermann Kaufmann + Partner)
- Kindergarten, Bizau (Architekt: Bernardo Bader)
- Musikprobelokal, Röthis (Architekt: Cukrowicz Nachbaur)
- Jugendzentrum, Starnberg (Architekt: Goetz Hootz Castorph)
- Altes Rathaus mit Sitzungssaal, Landsberg am Lech (Architekt: Beer Bembé Dellinger)
- Bürogebäude Mayr-Melnhof Kaufmann, St. Georgen (Architekt: Hermann Kaufmann + Partner)
- Kuhstall, Thankirchen (Architekt: Florian Nagler)
- Aufstockung Citypark, Dornbirn (Architekt: Hermann Kaufmann + Partner)
- Olpererhütte, Zillertal (Architekt: Hermann Kaufmann + Partner)
- Kauffmann Museum, Schwarzenberg (Architekt: Dietrich Untertrifaller)
- Binder woodcenter, Kösching (Architekt: Matteo Thun)
- Hugo Boss Competence Center, Coldrerio (Architekt: Matteo Thun)
- Gemeindezentrum, Bernried (Architekt: Titus Bernhard)
- Kirchenzentrum, München-Riem (Architekt: Florian Nagler)
- Gemeindezentrum, Ludesch (Architekt: Hermann Kaufmann + Partner)
- BASS GmbH Firmensitz, Niederstetten (Architekt: Florian Nagler)
- Haus Szynka, Attenhausen (Architekt: Florian Nagler)
- Fachhochschule Weihenstephan Pappelallee, Freising (Architekt: Florian Nagler)
- Kindergarten, Egg (Architekt: Dietrich Untertrifaller)
- Fachober- und Berufsschule, Memmingen (Architekt: Mahler Günster Fuchs)
- Brücke Frutzbach, Zwischenwasser (Architekt: Hermann Kaufmann + Partner)
- Bauhof, Bregenz (Architekt: Baumschlager Eberle)
- Lehner-Schölmberger Büro & Schauraum, Eferding (Architekt: Dietrich Untertrifaller)
- Vigilius Mountain Resort, Lana (Architekt: Matteo Thun)
- Hauptschule, Klaus (Architekt: Dietrich Untertrifaller)
- Einkaufsmarkt Sutterlüty, Weiler (Architekt: Hermann Kaufmann + Partner)
- Passivreihenhausanlage Falkenweg, Dornbirn (Architekt: Johannes Kaufmann)
- Mehrzweckhalle & Halle 3–8, Friedrichshafen (Architekt: Gerkan, Marg und Partner)
- Wohnanlage Neudorfstraße, Wolfurt (Architekt: Hermann Kaufmann + Partner)
- Zollstation, Hohenems (Architekt: Reinhard Drexel)
- Buchdruckerei, Lustenau (Architekt: Kaufmann 96)
- Französischer Pavillon EXPO 2000, Hannover (Architektin: Françoise-Hélène Jourda)
- Werkhof, Hohenems (Architekt: Reinhard Drexel)
- Biomasseheizwerk, Lech (Architekt: Hermann Kaufmann + Partner)
- Produktionshalle Sirch, Böhen (Architekt: Baumschlager Eberle)
- Mehrzweckhalle INDOOR, Bonaduz (Architekt: Erich Wolf)
- Hotel Post, Bezau (Architektur: Kaufmann 96)
- Grund- und Hauptschule, München-Riem (Architekt: Mahler Günster Fuchs)
- Reithalle, St. Gerold (Architekt: Hermann Kaufmann + Partner)
- Giga-Sport, Brunn am Gebirge Wohnanlage Ölzbündt | Dornbirn (Architekt: Hermann Kaufmann + Partner)
- Produktionshalle Binder Werk I, Jenbach (Architekt: Josef Lackner)
- Messehalle 12 DMAG, Hannover (Architekt: Albert Speer & Partner)
- Einkaufszentrum Kirchpark, Lustenau (Architekt: Daniele Marques)
- Messehalle 26 DMAG, Hannover (Architekt: Thomas Herzog)
- Bodenseestadion, Bregenz (Architekt: Johannes Kaufmann und Dietrich Untertrifaller)
- Lagerhalle, Reuthe (Architekt: Hermann Kaufmann + Partner)

## Auszeichnungen und Preise (Auswahl)
Das Ingenieurbüro merz kaufmann partner erhielt u. a. folgende Auszeichnungen:
- 2000: Balthasar-Neumann-Preis für Distributionszentrum, Bobingen[25]
- 2001: Mies van der Rohe Preis – Emerging Architect Special Mention für Distributionszentrum, Bobingen[26]
- 2001: BDA Preis Bayern für Haus und Atelier Lang-Kröll, Gleißenberg
- 2002: Holzbaupreis Bayern für Haus und Atelier Lang-Kröll, Gleißenberg

Das Ingenieurbüro merz kley partner erhielt u. a. folgende Auszeichnungen:
- 2010: BDA Preis Bayern für Besucherzentrum der KZ-Gedenkstätte Dachau, Dachau[27]
- 2011: Gestaltungspreis der Stadt Dachau für Besucherzentrum der KZ-Gedenkstätte Dachau, Dachau
- 2013: BDA Preis Bayern für Tannerhof, Bayrischzell[28]
- 2013: Nike „Komposition“ für Tannerhof, Bayrischzell
- 2015: Deutscher Holzbaupreis für das Kultur und Kongress Forum, Altötting[29]
- 2016: Deutscher Nachhaltigkeitspreis für das Schmuttertal-Gymnasium Diedorf
- 2017: Sonderpreis – Deutscher Ziegelpreis für Atelier Peter Lang, Gleißenberg[30]
- 2017: Deutscher Holzbaupreis für das Schmuttertal-Gymnasium Diedorf[31]
- 2017: Deutscher Architekturpreis für das Schmuttertal-Gymnasium Diedorf[32]
- 2018: Auszeichnung – Preis des Deutschen Stahlbaues für Warte Haus, Landshut[33]
- 2018: Deutscher Bauherrenpreis für die Dante I, München[34]
- 2019: 1. Preis Metallgestaltung – Verzinkerpreis für Architektur und Metallgestaltung für Warte Haus, Landshut
- 2019: BDA Preis Bayern für Wohnbebauung am Dantebad, München
- 2019: Nike „Neuerung“ für Wohnbebauung am Dantebad, München
- 2022: Sonderpreis – Holzbaupreis Bayern für B&O Holzparkhaus, Bad Aibling und Pavillon 333, Kunstareal München[35]
- 2021: Fassadenpreis der Landeshauptstadt München für Erweiterung Haus, Mustersiedlung Ramersdorf
- 2022: BDA Preis Bayern für Forschungshäuser, Bad Aibling
- 2022: Nike „Neuerung“ für Forschungshäuser, Bad Aibling